# Säbel Karls des Großen

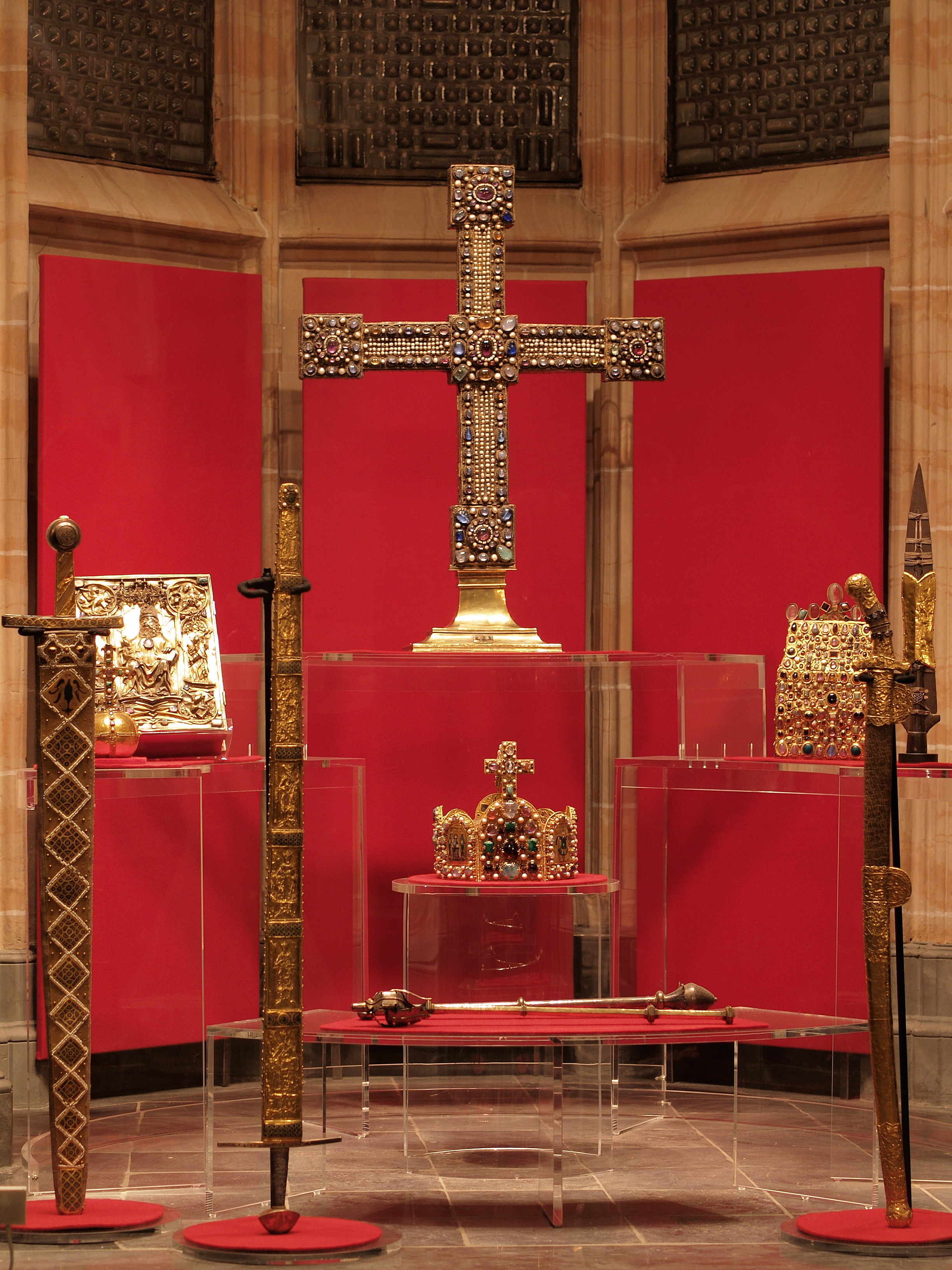
Repliken der Reichsinsignien des Heiligen Römischen Reichs im Krönungssaal des Aachener Rathauses mit Säbel Karls des Großen (rechts)

Der sogenannte Säbel Karls des Großen gehört zu den kostbarsten Waffen, die aus dem Mittelalter erhalten sind. Der Säbel vom ungarischen Typus wurde von den römisch-deutschen Königen bei der Krönungszeremonie umgegürtet und war Teil der sogenannten Aachener Kleinodien des Heiligen Römischen Reichs. Diese wurden bis zum Jahre 1794 in Aachen aufbewahrt. Seit wann diese Stücke den Reichskleinodien zugerechnet und in Aachen aufbewahrt wurden, ist nicht genau bekannt.
Der Säbel Karls des Großen ist nicht zu verwechseln mit einer zweiten Waffe, die Karl dem Großen zugeschrieben wird. Sie wird als Joyeuse bezeichnet und war das Krönungsschwert der französischen Könige.

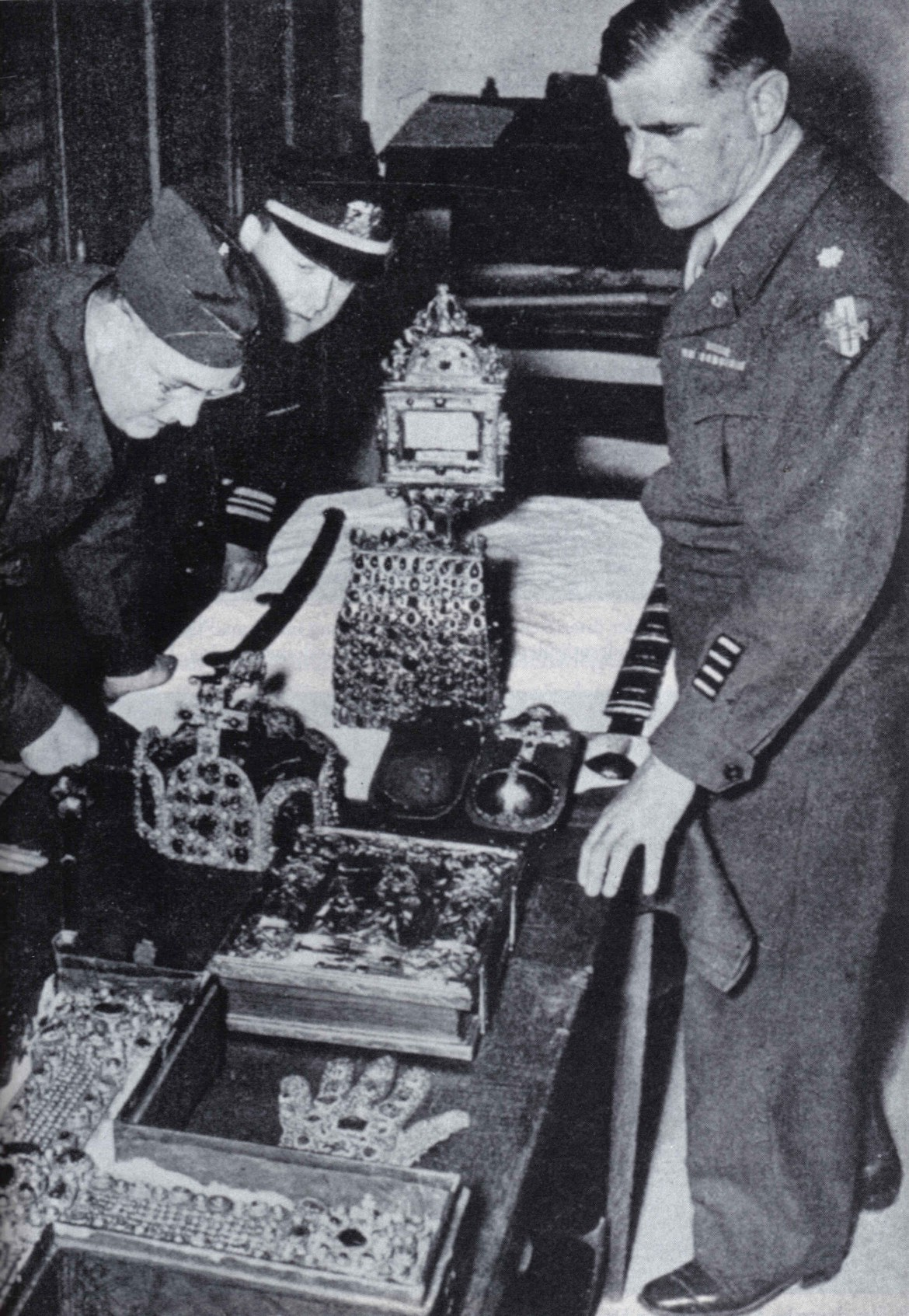
Prüfung der Reichskleinodien bei der Übergabe 1946 in der Wiener Nationalbank

## Geschichte
Der sogenannte Säbel Karls des Großen ist vom Typ her osteuropäisch und stammt aus dem 10. oder frühen 11. Jahrhundert. Die Legende besagt, dass Otto III. ihn bei der Öffnung des Grabes Karls im Jahr 1000 gefunden haben soll. Er war aber aufgrund seines geschätzten Alters niemals im Besitz Karls des Großen, da dieser bereits im Jahr 814 verstarb. Beim Vordringen französischer Truppen 1794 in Richtung Aachen wurden die dort befindlichen Kleinodien in das Kapuzinerkloster nach Paderborn verbracht, kamen 1798 nach Hildesheim und erreichten Wien im Jahr 1801. Der Säbel wurde in der Schatzkammer der Wiener Hofburg aufbewahrt.
1938 wurden die Reichskleinodien auf Weisung Adolf Hitlers nach Nürnberg verbracht, wo sie in der Katharinenkirche ausgestellt wurden. Im Zweiten Weltkrieg wurden sie zum Schutz vor Luftangriffen im Historischen Kunstbunker gelagert. 1945 wurden die Reichskleinodien dort von US-Soldaten gefunden und 1946 zurück nach Wien in die Hofburg gebracht.